# Ґіле (Польща)
Ґіле (пол. Gile, нім. Hilff) — село в Польщі, у гміні Бартошиці Бартошицького повіту Вармінсько-Мазурського воєводства.
Населення — 38 осіб (2011).

## Демографія
Демографічна структура станом на 31 березня 2011 року:
|          | Загалом | Допрацездатний вік | Працездатний вік | Постпрацездатний вік |
| -------- | ------- | ------------------ | ---------------- | -------------------- |
| Чоловіки | 23      | 3                  | 19               | 1                    |
| Жінки    | 15      | 3                  | 8                | 4                    |
| Разом    | 38      | 6                  | 27               | 5                    |